# Beau Borders
Robert H. „Beau“ Borders (* 1976 oder 1977 in New Jersey) ist ein US-amerikanischer Toningenieur und Rennfahrer.

## Leben und Karriere
Beau Borders wurde in New Jersey geboren und wuchs dort auch auf. Bereits als Jugendlicher war er aktiver Motorsportler. Mit 14 Jahren war Borders nach eigenen Angaben der jüngste Teamchef in der Geschichte der IMSA. Damals war er Mitglied im Rennteam seines Vaters.
Seit Mitte der 1990er Jahre arbeitet er als Tontechniker für Film- und Fernsehproduktionen. Borders war zunächst auf George Lucas’ Skywalker Ranch angestellt. Später arbeitete er als Toningenieur an zahlreichen großen Filmproduktionen.
Bei der Oscarverleihung 2014 wurden Borders und seine Kollegen David Brownlow und Andy Koyama für ihre Arbeit am Kriegsfilm Lone Survivor in der Kategorie Bester Ton nominiert. 2021 folgte eine weitere Nominierung in dieser Kategorie für das Kriegsdrama Greyhound – Schlacht im Atlantik. 
Beau Borders lebt im kalifornischen Venice Beach.

## Filmografie (Auswahl)
- 1995: Familienfest und andere Schwierigkeiten (Home for the Holidays)
- 1996: Die Stunde der Teufelinnen (Wedding Bell Blues)
- 1996: Tage wie dieser (One Fine Day)
- 1997: Volcano
- 1997: Titanic
- 1997: Harte Girls und zarte Bande (Slaves to the Underground)
- 1998: In Gottes Hand (In God's Hands)
- 1998: Der Pferdeflüsterer (The Horse Whisperer)
- 1998: Armageddon – Das jüngste Gericht (Armageddon)
- 1998: Reach the Rock
- 1999: Der 13te Krieger (The 13th Warrior)
- 1999: Der Gigant aus dem All (The Iron Giant)
- 1999: Der 200 Jahre Mann (Bicentennial Man)
- 2000: Pitch Black – Planet der Finsternis (Pitch Black)
- 2000: Rules – Sekunden der Entscheidung (Rules of Engagement)
- 2000: Dinosaurier (Dinosaur)
- 2000: North Beach
- 2000: X-Men
- 2000: Schatten der Wahrheit (What Lies Beneath)
- 2001: Pearl Harbor
- 2002: Blood Work
- 2002: I Spy
- 2003: Die Geister der Titanic (Ghosts of the Abyss, Dokumentarfilm)
- 2003: Bad Boys II
- 2003: Der Herr der Ringe: Die Rückkehr des Königs (The Lord of the Rings: The Return of the King)
- 2003: The Young Black Stallion
- 2004: Mann unter Feuer (Man on Fire)
- 2004: Catwoman
- 2004: The Aryan Couple
- 2005: The Tenants
- 2005: The Keeper: The Legend of Omar Khayyam
- 2005: Die Insel (The Island)
- 2005: Tamara – Rache kann so verführerisch sein (Tamara)
- 2006: Ricky Bobby – König der Rennfahrer (Talladega Nights: The Ballad of Ricky Bobby)
- 2006: Kings of Rock – Tenacious D (Tenacious D in The Pick of Destiny)
- 2006: Déjà Vu – Wettlauf gegen die Zeit (Déjà Vu)
- 2006: Es begab sich aber zu der Zeit… (The Nativity Story)
- 2007: Stomp the Yard
- 2007: Transformers
- 2007: Das Leben vor meinen Augen (The Life Before Her Eyes)
- 2007: Das Vermächtnis des geheimen Buches (National Treasure: Book of Secrets)
- 2008: Ein tödlicher Anruf (One Missed Call)
- 2008: Ruinen (The Ruins)
- 2008: Space Chimps – Affen im All (Space Chimps)
- 2009: Das Hundehotel (Hotel for Dogs)
- 2009: Public Enemies
- 2010: Plan B für die Liebe (The Back-Up Plan)
- 2010: A Nightmare on Elm Street
- 2010: Prince of Persia: Der Sand der Zeit (Prince of Persia: The Sands of Time)
- 2010: Duell der Magier (The Sorcerer’s Apprentice)
- 2010: Secretariat – Ein Pferd wird zur Legende (Secretariat)
- 2010: Unstoppable – Außer Kontrolle (Unstoppable)
- 2011: Der letzte Tempelritter (Season of the Witch)
- 2011: Big Mama’s Haus – Die doppelte Portion (Big Mommas: Like Father, Like Son)
- 2011: Hop – Osterhase oder Superstar? (Hop)
- 2011: Captain America – The First Avenger (Captain America: The First Avenger)
- 2011: Die Muppets (The Muppets)
- 2012: Darling Companion – Ein Hund fürs Leben (Darling Companion)
- 2012: How I Spent My Summer Vacation
- 2012: Battleship
- 2012: American Pie: Das Klassentreffen (American Reunion)
- 2012: Der Diktator (The Dictator)
- 2013: The Last Stand
- 2013: Iron Man 3
- 2013: 3 Geezers!
- 2013: Carrie
- 2013: Mr. Sophistication
- 2013: Lone Survivor
- 2014: Dead Snow: Red vs. Dead (Død Snø 2)
- 2014: Muppets Most Wanted
- 2014: Need for Speed
- 2014: Million Dollar Arm
- 2014: Foxcatcher
- 2014: Katakomben (As Above, So Below)
- 2014: Manolo und das Buch des Lebens (The Book of Life)
- 2015: Spy – Susan Cooper Undercover (Spy)
- 2015: The Sea of Trees
- 2015: No Escape
- 2015: Hardcore (Hardcore Henry)
- 2015: Gänsehaut (Goosebumps)
- 2015: Alvin und die Chipmunks: Road Chip (Alvin and the Chipmunks: The Road Chip)
- 2016: Swiss Army Man
- 2016: Die Bestimmung – Allegiant (The Divergent Series: Allegiant)
- 2016: Ghostbusters
- 2016: The Great Wall